# Polygala reinii
Polygala reinii är en jungfrulinsväxtart som beskrevs av Adrien René Franchet och Sav.. Polygala reinii ingår i släktet jungfrulinssläktet, och familjen jungfrulinsväxter. Utöver nominatformen finns också underarten P. r. angustifolia.

## Bildgalleri

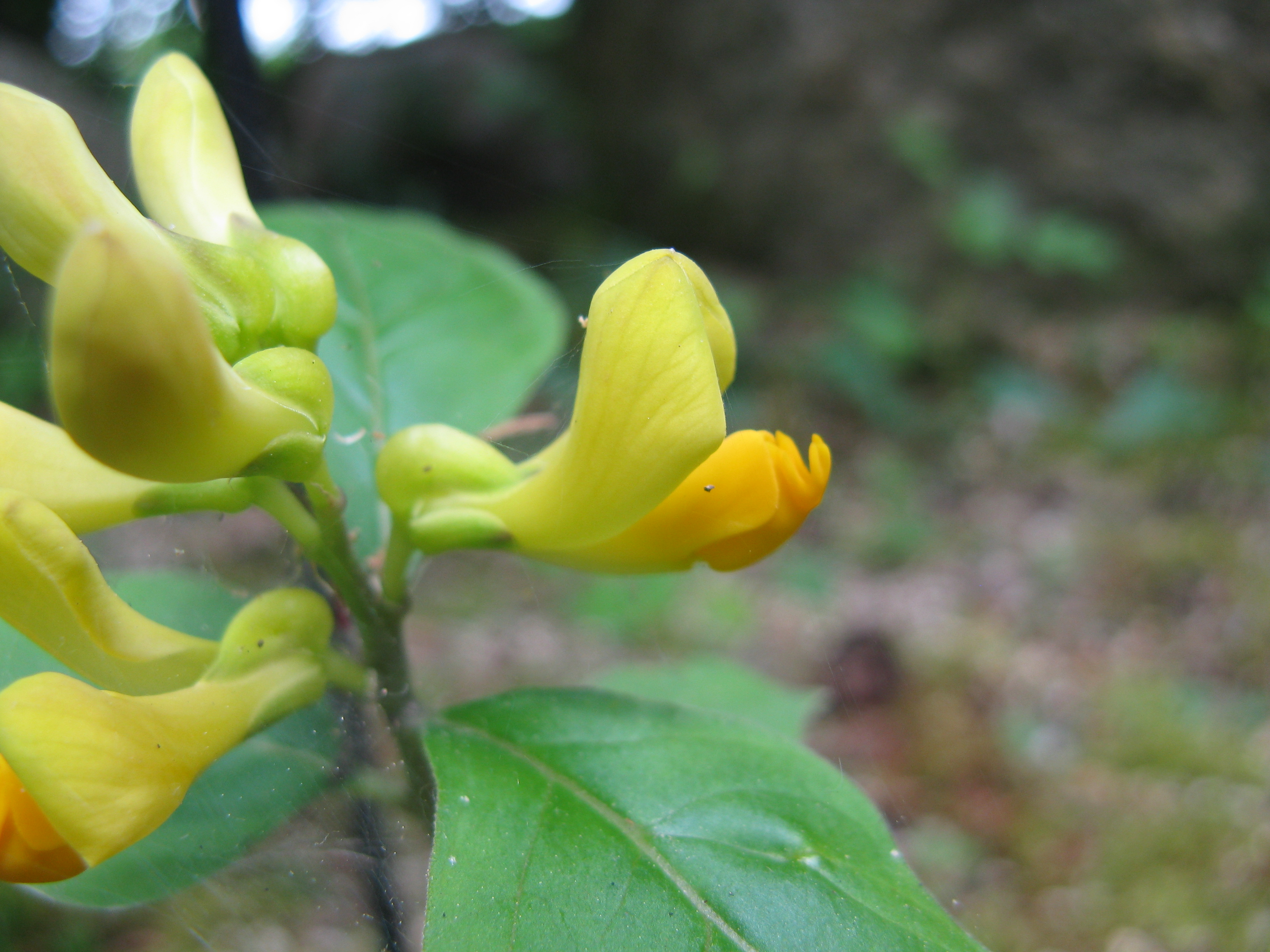